# Frans Geurtsen
Frans Geurtsen (Utrecht, 17 marzo 1942 – Alkmaar, 12 dicembre 2015) è stato un calciatore olandese, di ruolo attaccante.

## Carriera
Fu capocannoniere del campionato olandese nel 1964 e nel 1965.

## Palmarès

### Club

#### Competizioni nazionali
- Campionato olandese: 1

DWS: 1963-1964